# Paul Cherryseed
Paul Cherryseed (Boxmeer, 5 mei 1981 – 2 juli 2025), geboren als Paul Gerardus Maria Cuijpers, was een Nederlands singer-songwriter. Zijn stijl is te kenmerken als folkpop met duidelijke invloeden uit de gospel en Braziliaanse wereldmuziek.

## Geschiedenis
In juli 2011, na een spontaan optreden tot middernacht tijdens een weekend in de leefgemeenschap L'Abri in Eck en Wiel, groeide bij Cuijpers het idee om, na jarenlang in bands te hebben gespeeld, solo verder te gaan. De naam Paul Cherryseed ontstond omdat hij elk bord bij het ontbijt versierde met kersen die hij had meegenomen.
Cherryseed speelde voornamelijk in huiskamers en op straat. Het jaar erna bracht hij zijn eerste EP 'Eastern Wind' uit, in kleine oplage. Een jaar erop verscheen zijn eerste album 'The Desert, The Dew & The Dawn' op Go West Records, het label van Rob en Lee Ann Vermeulen. Het album kreeg een nominatie bij de Zilveren Duif Awards.
In 2015 nam hij bij hen opnieuw een album op, 'The Story of Saint Anonymous', dat in 2016 verscheen. De liedjes gingen voor een deel over de ontmoetingen die hij als Utrechtse straatmuzikant had. Hij mixte deze folksongs met oude black gospel, zoals in de eerste single 'Roaming Stone'. De opbrengst van dit lied, geschreven voor vluchtelingen in detentie, gaat naar vluchtelingenorganisatie Gave. Op dit album werkte Cherryseed onder andere samen met Elbert Smelt en Joany Muskiet, evenals zijn vrouw Ilse Roskam op de accordeon.
In 2019 kwam na een crowdfundingsactie zijn derde album 'FishLove' in eigen beheer uit, dat hij samen produceerde met Chris den Dulk. Hier vermengde Cherryseed zijn folksongs met Braziliaanse forró, choro en samba. De muzikale missiereis door Brazilië, die hij met zijn vrouw maakte in 2017, vormde hierbij een groot deel van de inspiratie. Naast haar speelden enkele Braziliaanse muzikanten mee.
In 2021 vierde hij zijn jubileum, met de single 'Let Peace Roll On Like A River'. In 2023 nam hij twee Nederlandstalige liedjes op: 'Terecht op weg' en 'Ochtendgedicht'. Ze maakten deel uit van zijn eerste theatervoorstelling 'Terecht op weg'. Doordat Cherryseed fibromyalgie kreeg, kon hij slechts twee voorstellingen in Gouda spelen. 
Eind 2023 herstelde Cherryseed onverwacht geheel van fibromyalgie, mede door balletles te nemen. In 2025 verscheen na een succesvolle crowdfunding op 21 maart de single 'Graceful Swan', dat over dit herstel ging. Op 5 april 2025 verscheen het album 'Eyes of The Blind', een persoonlijk album over opnieuw leren zien, rouw & herstel. Muzikaal was dit een blend van folkpop, Braziliaanse ritmes en oude blackgospelswing. 
Cherryseed had sinds 2011 meer dan 250 optredens gedaan, onder andere in cafés, gevangenissen en huiskamers. Ook speelde hij op festivals zoals Roots in the Woods, Graceland, het Eindeloos Eiland Festival en op het Prosa&Canto Festival in Brazilië.
Cherryseed overleed op 2 juli 2025 op 44-jarige leeftijd.

## Discografie

### Albums
- The Desert, The Dew & The Dawn (2013)

- The Story of Saint Anonymous (2016)
- FishLove (2019)
- Eyes Of The Blind (2025)

### Singles en ep's
- Eastern Wind – EP (2012)
- Caspar (2013)
- The Desert/Schip van de woestijn (2014)
- Roaming Stone (2015)
- Fishlove (2019)
- Rolls Like Tumbleweed / Feel Your Daily Breath (2020)
- Let Peace Roll On Like A River (2021)
- Terecht op weg / Ochtendgedicht (2023)
- Graceful Swan (2025)

### Groot Nieuws Radio Top 1008
| Nummers met noteringen in de Groot Nieuws Radio Top 1008 | Nummers met noteringen in de Groot Nieuws Radio Top 1008 | Nummers met noteringen in de Groot Nieuws Radio Top 1008 | Nummers met noteringen in de Groot Nieuws Radio Top 1008 | Nummers met noteringen in de Groot Nieuws Radio Top 1008 | Nummers met noteringen in de Groot Nieuws Radio Top 1008 | Nummers met noteringen in de Groot Nieuws Radio Top 1008 | Nummers met noteringen in de Groot Nieuws Radio Top 1008 | Nummers met noteringen in de Groot Nieuws Radio Top 1008 | Nummers met noteringen in de Groot Nieuws Radio Top 1008 | Nummers met noteringen in de Groot Nieuws Radio Top 1008 | Nummers met noteringen in de Groot Nieuws Radio Top 1008 | Nummers met noteringen in de Groot Nieuws Radio Top 1008 | Nummers met noteringen in de Groot Nieuws Radio Top 1008 | Nummers met noteringen in de Groot Nieuws Radio Top 1008 |
| Lied                                                     | ’11                                                      | ’12                                                      | ’13                                                      | ’14                                                      | ’15                                                      | ’16                                                      | ’17                                                      | ’18                                                      | ’19                                                      | '20                                                      | '21                                                      | '22                                                      | '23                                                      | '24                                                      |
| -------------------------------------------------------- | -------------------------------------------------------- | -------------------------------------------------------- | -------------------------------------------------------- | -------------------------------------------------------- | -------------------------------------------------------- | -------------------------------------------------------- | -------------------------------------------------------- | -------------------------------------------------------- | -------------------------------------------------------- | -------------------------------------------------------- | -------------------------------------------------------- | -------------------------------------------------------- | -------------------------------------------------------- | -------------------------------------------------------- |
| Roaming Stone                                            | *                                                        | *                                                        | *                                                        | *                                                        | -                                                        | 378                                                      | 805                                                      | 353                                                      | 214                                                      | 88                                                       | 289                                                      | 217                                                      | 104                                                      | 151                                                      |
| Rolls like tumbleweed                                    | *                                                        | *                                                        | *                                                        | *                                                        | *                                                        | *                                                        | *                                                        | *                                                        | -                                                        | 644                                                      | -                                                        | -                                                        | 925                                                      | 979                                                      |
| The Girl With Coloured Pencils In Her Hair               | *                                                        | *                                                        | 883                                                      | 541                                                      | -                                                        | -                                                        | -                                                        | -                                                        | -                                                        | -                                                        | -                                                        | -                                                        | -                                                        | -                                                        |

* = lied was in dit jaar nog niet uitgebracht